# 오기정 (니가타현)
오기정(小木町)은 니가타현 사도군에 설치되었던 정이다. 2004년에는 사도 섬 전역이 합병해 사도시가 성립해 오기정은 폐지되었다.
하모치정의 통근율은 13.1%(2000년 인구 조사).

## 역사
- 1889년 4월 1일 - 정촌제 시행과 함께 하모치군 오기정을 비릇해 1정 6촌을 합병해 오기정이 성립하였다.
- 1896년 4월 1일 - 군 통합으로 사도군에 소속되었다.
- 1901년 11월 1일 - 사도군 미사키촌과 합병해 오기정이 신설되었다.
- 2004년 3월 1일 - 료쓰시, 사와타정, 아이카와정, 니보촌, 하타노정, 마노정, 가나이정, 하모치정, 아카도마리촌과 합병해 사도시가 되어 동일 오기정은 폐지되었다.

## 교통

### 도로
- 국도 350호선
- 니가타현도 제45호 사도 일주선

## 같이 보기
- 사도시